# Jelena Välbe
Jelena Valerjevna Välbe (Russisch: Елена Валерьевна Вяльбе), geboren Troebizina, (Magadan, 24 april 1968), is een voormalig Russisch langlaufster.
Haar grootste successen behaalde ze tijdens de Olympische Spelen van 1992 in Albertville, waar ze op alle onderdelen een medaille haalde. Vier keer een bronzen op de individuele nummers, en een gouden met de Russische ploeg die in 1992 deelnam als het team van de GOS. Na haar actieve carrière als atleet werd Välbe sportbestuurder. Sinds 2010 is zij voorzitter van de Russische Langlauffederatie.
Välbe zat tot 2022 in het hoogste bestuur van de Internationale Ski- en Snowboardfederatie. Ze sprak zich uit voor de Russische invasie van Oekraïne, wat haar op kritiek van niet-Russische leden kwam te staan. Op 26 mei 2022 werd ze op een vergadering van de Federatie in Milaan niet herkozen.
Yelena Vyalbe is voor de tweede keer getrouwd. Haar eerste echtgenoot was de Estse langlaufer Urmas Välbe. Uit dit huwelijk heeft zij een zoon Franz en uit haar tweede huwelijk dochters Polina en Varvara.

## Resultaten

### Olympische Spelen
| Jaar | Plaats      | Resultaten                                                                                |
| ---- | ----------- | ----------------------------------------------------------------------------------------- |
| 1992 | Albertville | 5 km klassiek · 10 km vrije stijl · 15 km klassiek · 30 km vrije stijl · 4x5 km estafette |
| 1994 | Lillehammer | 4x5 km estafette                                                                          |
| 1998 | Nagano      | 4x5 km estafette                                                                          |

1956: Polkunen, Hietamies, Rantanen ·
1960: Johansson, Strandberg, Ruthström ·
1964: Koltsjina, Meksjilo, Bojarskich ·
1968: Aufles, Enger-Damon, Mørdre ·
1972: Moechatsjeva, Oljoenina, Koelakova ·
1976: Baldytsjeva, Amosova, Smetanina, Koelakova ·
1980: Rostock, Anding, Hesse-Schmidt, Petzold ·
1984: Nybråten, Jahren, Pettersen, Aunli ·
1988: Nagejkina, Gavriljoek, Tichonova, Reztsova ·
1992: Jegorova, Välbe, Smetanina, Lazoetina ·
1994: Jegorova, Välbe, Gavriljoek, Lazoetina ·
1998: Lazoetina, Danilova, Gavriljoek, Välbe ·
2002: Henkel, Bauer, Künzel, Sachenbacher ·
2006: Baranova, Koerkina, Tsjepalova, Medvedeva ·
2010: Skofterud, Johaug, Steira, Bjørgen ·
2014: Ingemarsdotter, Wikén, Haag, Kalla ·
2018: Østberg, Jacobsen, Haga, Bjørgen ·
2022: Stoepak, Neprjajeva, Sorina, Stepanova
1. ↑  https://rsport.ria.ru/20180420/1135669585.html. Gearchiveerd op 3 november 2022.